# Нандролон
Нандролон деканоат (Nandrolone, 17β-Hydroxyestra-4-en-3-one)е анаболен стероид с андрогенен ефект. Действието му се развива постепенно (до 3 дни), достига максимума на действие на 7-ия ден и действа около 3 седмици. Метаболизира се в черния дроб с образуването на различни форми кетостероиди, приблизително 90% от които се изхвърлят с урината.
Като лекарствено средство се използва при лечение на хронични инфекциозни заболявания, тежки травми, големи оперативни намеси, стероидна миопатия, миелофиброза, миелосклероза, миелоидна аплазия на костния мозък, поражения на костния мозък метастази на злокачествени новообразувания, забавяне растежа при деца и др.
Нандролон проявява голяма активност като тестостерон и затова представлява интерес като допинг. Затова Международния олимпийски комитет МОК установява пределна концентрация на Нандролон в урината на спортистите, в следните граници: 2 нанограма/мл за мъже и 5 нанограма/мл за жени.